# Lambach (Radenbach)
Der Lambach (auch Lammbach) ist ein 3,1 km langer, orografisch rechter Nebenfluss des Radenbach im rheinland-pfälzischen Fischbach-Oberraden, Deutschland.

## Geographie
Der Lambach entspringt etwa 500 m südöstlich von Scheuern auf einer Höhe von 469 m ü. NHN. Bis ungefähr zur Hälfte seiner Flussstrecke fließt der Bach in überwiegend südliche Richtungen. In der zweiten Hälfte seiner Fließstrecke wendet er sich nach Südosten. Dabei fließt der Lambach auf einem Abschnitt auf dem Gemeindegebiet von Neuerburg. Etwa 500 m vor der Mündung passiert der Bach die Grenze zu Fischbach-Oberraden und mündet dort auf 304 m ü. NHN rechtsseitig in den Radenbach. Bei einem Höhenunterschied von 165 m beträgt das mittlere Sohlgefälle des Lambachs 53,2 ‰.
Der Lambach hat ein 2,767 km² großes Einzugsgebiet, das über Radenbach, Enz, Prüm, Sauer, Mosel und Rhein zur Nordsee entwässert wird.
Einziger nennenswerter Nebenfluss ist der Grieselberger Bach mit einer Länge von 1,2 km.